# International Journal of Computational Geometry and Applications
Pour les articles homonymes, voir Computational geometry (homonymie).
International Journal of Computational Geometry and Applications (IJCGA) est une revue scientifique trimestrielle publiée depuis 1991 par World Scientific. Elle couvre les applications de la géométrie algorithmique en conception et analyse d'algorithmes, 
et notamment les problèmes qui se posent dans divers domaines de science et ingénierie tels que la conception géométrique assistée par ordinateur. (CAGD), la recherche opérationnelle, et autres domaines similaires.
titre du lienLes rédacteurs en chef sont, en 2020,  Der-Tsai Lee (en) de l'Institut des sciences de l'information de Nankang, Taipei (Taïwan), et Joseph S. B. Mitchell du Département de mathématiques appliquées et de statistiques à l'Université d'État de New York à Stony Brook.

## Résumés et indexation
La revue est référée, et les articles sont indexés, dans : 
- Current Contents/Engineering, Computing & Technology
- ISI Alerting Services
- Science Citation Index Expanded (also known as SciSearch)
- CompuMath Citation Index
- Mathematical Reviews
- Inspec
- DBLP Bibliography Server
- Zentralblatt MATH
- Computer Abstracts